# Indio
Indio – miasto w Stanach Zjednoczonych, w stanie Kalifornia, w hrabstwie Riverside. Według spisu ludności przeprowadzonego przez United States Census Bureau w roku 2010, w Indio mieszka 76 036 mieszkańców.

## Miasta partnerskie
- Mexicali, Meksyk